# Chung Won-shik
Chung Won-shik (Seul, 5 de agosto de 1928 - Seul, 12 de abril de 2020) foi um político, educador, soldado e escritor sul-coreano. Ele foi o 21º Primeiro-Ministro da Coreia do Sul.

## Biografia
De 1951 a 1955, Chung serviu como oficial do Exército da Coreia do Sul. Depois disso, ele trabalhou como professor da Universidade Nacional de Seul. Também exerceu o cargo de ministro da educação da Coreia do Sul. O presidente Roh Tae-woo o nomeou Primeiro Ministro Interino em 24 de maio de 1991.  Em 8 de julho de 1991, ele foi nomeado Primeiro Ministro da Coreia do Sul. Após deixar o cargo, concorreu a eleição para prefeito de Seul.
Chung morreu de insuficiência renal em 12 de abril de 2020, com 91 anos.

## Vida pessoal
Chung era casado e teve duas filhas.